# Muralles d'Almenara
Les Muralles d'Almenara es troben al municipi del mateix nom, a la comarca de la Plana Baixa. Estan catalogades com a Bé d'Interès Cultural segons consta a la Direcció General de Patrimoni Cultural de la Generalitat Valenciana, amb número d'anotació ministerial RI-51-0010206, i data d'anotació 15 de maig de 1998.

## Descripció historicoartística

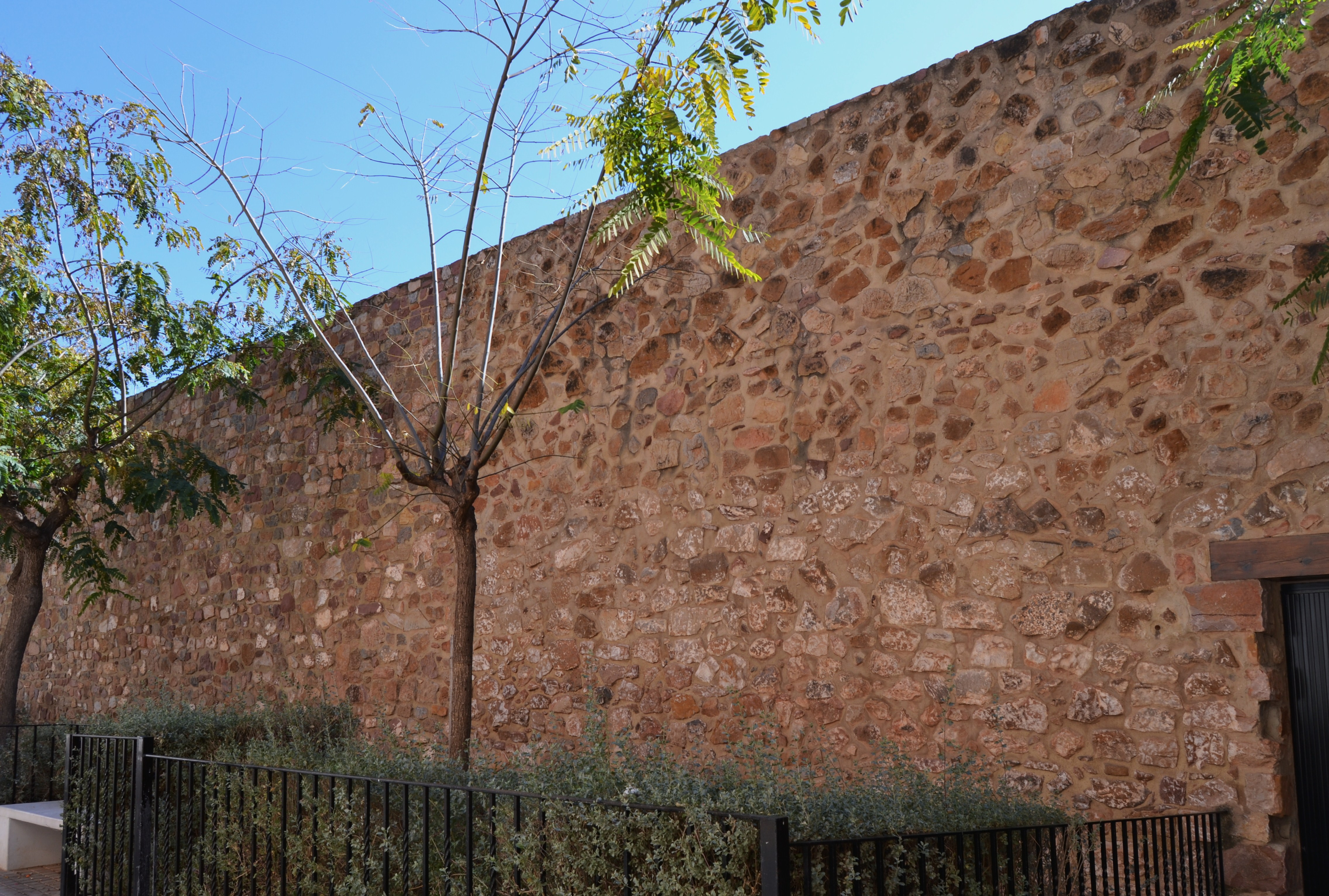
Tram de la muralla

No se sap amb certesa la data de construcció del doble recinte emmurallat. Alguns autors consideren possible que es construïren durant el segle xvi. Malgrat aquestes opinions, també podria ser que el seu origen fos islàmic, duent-se a terme al segle xvi una reconstrucció, entre 1543 i 1553, per l'arquitecte mossèn Miquel de Santander, estant al capdavant de les obres el picapedrer alabès Pedro Montoya.
El recinte emmurallat d'Almenara va contenir la població fins ben pràcticament finals del segle xviii (1798). Constava de tres portes, la de València, la de Barcelona i la de la Vall. Les muralles formaven dos rectangles concèntrics separats per aproximadament tres metres, distància que es denominava Corredor de la Muralla. Només queden restes del recinte emmurallat exterior, ja que els murs del recinte interior, que tenien gairebé un metre de gruix, es van utilitzar com a part de les cases que sobre ell s'adossaven. Per la seva banda, el recinte exterior era molt més gruixut, i estava flanquejat per quatre torres als quatre angles del seu perímetre. Hi havia dues torres, que se situaven en el centre dels murs nord i sud, dels quals en l'actualitat només es conserva part de la torrassa central del mur nord, el que es troba al carrer Molí, i de les torrasses de les cantonades, la torrassa nord-est es pot veure dins d'una parcel·la privada. De la resta del recinte emmurallat es conserven trams de llenços de mur al carrer Cisterna, en interiors de cases, i al carrer Molí.
La població es va expandir extramurs durant el segle xix i al voltant de 1820 la vila posseïa extramurs, dos ravals consolidats, el de la Vall i el de València, dels que va arrencar el creixement posterior. D'aquesta manera, la muralla va ser a poc a poc derrocada a mesura que es produïa el creixement urbà.